# ГНУ основни алати
ГНУ основни алати или coreutils је пакет ГНУ софтвера који садржи основне алате као што су кет, лс, и рм, потрбни за оперативне системе сличне Јуниксу. То је комбинација бројних ранијих пакета, укључујући текстутилс, шелутилс, и фајлутилс, заједно са другим разним алатима.

## Могућности ГНУ основних алата
ГНУ језгро основних алата подржава интерфејс командне линије као параметре команди, као и (уколико је постављњно POSIXLY_CORRECT променљиво окружење) конвенција дозвољава опције чак и након редовних аргумената. Имајте на уму да ова променљива омогућава другачији функционалност у BSD.

## Програми који су укључени у основне алате
| Датотеке алата                                      | Датотеке алата                                                                          |
| --------------------------------------------------- | --------------------------------------------------------------------------------------- |
| chcon                                               | Промене датотека у концепту безбедности (SELinux)                                       |
| chgrp                                               | Промена власништва група датотека                                                       |
| chown                                               | Промена власништва датотека                                                             |
| chmod                                               | Промена дозволе датотека или директоријума                                              |
| cp                                                  | Копија датотека или директоријума                                                       |
| dd                                                  | Копије и конвертовање датотека                                                          |
| df                                                  | Приказ празног простора у систему                                                       |
| dir                                                 | Да ли је тачно "ls -C -b". (датотеке су наведене у колонама и сортирају се вертикално.) |
| dircolors                                           | Поставке боја заls                                                                      |
| install                                             | Копирање фајлова и постављање атрибута                                                  |
| ln                                                  | Креирање линкова за датотеке                                                            |
| ls                                                  | Листа датотека у директоријуму                                                          |
| mkdir                                               | Креирање директоријума                                                                  |
| mkfifo                                              | Олакшавање именовање канала (FIFOs)                                                     |
| mknod                                               | Олакшавање блокирање или карактеризацију специјалних фајлова                            |
| mktemp                                              | Креирање привремених фајлова или директоријума                                          |
| mv                                                  | Премештање фајлова или преправка имена                                                  |
| realpath                                            | Враћа решену апсолутну или релативну путању за фајл                                     |
| rm                                                  | Брисање фајлова                                                                         |
| rmdir                                               | Брисање празних директоријума                                                           |
| shred                                               | Преписивање фајла да сакрије њен садржај, а опционо се брише                            |
| sync                                                | Чишћење фајл система одбојница                                                          |
| touch                                               | Промене временске ознаке фајла                                                          |
| truncate                                            | сирење величине датотеке на одређене величине                                           |
| vdir                                                | Да ли је тачно као "лс -л -б". (Датотеке се подразумевано наведене у дугом формату.)    |
| Текст алати                                         |                                                                                         |
| base64                                              | база 64 енкодира или декодира податке и штампа на стандардни излаз                      |
| cat                                                 | Спајање и штампање фајлова на стандардни излаз                                          |
| cksum                                               | Чекирање суме и бројање битова у фајлу                                                  |
| comm                                                | Поређење два сортирана фајла ред по ред                                                 |
| csplit                                              | Подела датотеке у секције одређује контекст линијама                                    |
| cut                                                 | Уклања секције из сваког реда фајлова                                                   |
| expand                                              | Претварање скокова у размак                                                             |
| fmt                                                 | Једноставно оптимално форматирање текста                                                |
| fold                                                | Обавија сваки улазни ред да се уклопи у одређену ширину                                 |
| head                                                | Емитује први део фајлова                                                                |
| join                                                | Придружује линије две датотеке на заједничком терену                                    |
| md5sum                                              | Израчунава и проверава МД5 поруке                                                       |
| nl                                                  | Бројеви линија фајлова                                                                  |
| numfmt                                              | Реформати бројева                                                                       |
| od                                                  | Депоније датотеке у окталном и другим форматима                                         |
| paste                                               | Спаја линије датотека                                                                   |
| ptx                                                 | Производи пермутовани индекс садржаја датотека                                          |
| pr                                                  | Претвара текстуалне фајлове за штампање                                                 |
| sha1sum, sha224sum, sha256sum, sha384sum, sha512sum | Израчунава и проверава SHA-1, SHA-224/256/384/512 поруке                                |
| shuf                                                | генеришу случајне пермутације                                                           |
| sort                                                | сортира линије тексуалних датотека                                                      |
| split                                               | раздваја фајлове у делове                                                               |
| sum                                                 | чекира суму и броји блокове у датотеци                                                  |
| tac                                                 | Спаја и штампа фајлове уназад                                                           |
| tail                                                | Емитује последњи део фајлова                                                            |
| tr                                                  | Преводи или брише знакове                                                               |
| tsort                                               | Врши топологијско сортирање                                                             |
| unexpand                                            | Пребацује редове у скокове                                                              |
| uniq                                                | Уклања дупле линије са сортираног фајла                                                 |
| wc                                                  | Штампање број бајтова, речи и линије у фајловима                                        |
| Shell алати                                         |                                                                                         |
| arch                                                | Машинско штампање имена хардвера                                                        |
| basename                                            | Уклања префикс путању од дате путање                                                    |
| chroot                                              | Мења руту директоријуму                                                                 |
| date                                                | Штампа или поставља датум и време система                                               |
| dirname                                             | Скида суфикс из имена датотеке                                                          |
| du                                                  | Приказује коришћење диска на фајл система                                               |
| echo                                                | Приказује одређени линију текста                                                        |
| env                                                 | Приказује и мења променљиве окружења                                                    |
| expr                                                | Процењује изразе                                                                        |
| factor                                              | Факторише бројеве                                                                       |
| false                                               | Не ради ништа, али безуспешно излази                                                    |
| groups                                              | Штампа групе чији је корисник члан                                                      |
| hostid                                              | Штампање нумеричких идентификатора за текућег домаћина                                  |
| id                                                  | Штампа праву или ефективну УИД и ГИД                                                    |
| link                                                | Креира линк за фајл                                                                     |
| logname                                             | Штампа име корисника који се логује                                                     |
| nice                                                | Мења приоритет заказивања                                                               |
| nohup                                               | Омогућава команди да настави да води након одјављивања                                  |
| nproc                                               | Упит броја активних процесора                                                           |
| pathchk                                             | Проверава да ли имена фајлова важе                                                      |
| pinky                                               | Лагана верзија фингер                                                                   |
| printenv                                            | Штампа променљиве околине                                                               |
| printf                                              | Форматирање и штампање података                                                         |
| pwd                                                 | Штампа тренутну радну директорију                                                       |
| readlink                                            | Приказује вредност симболичког линка                                                    |
| runcon                                              | Стартује команду у специфичном контексту безбедности                                    |
| seq                                                 | Штампа низ бројева                                                                      |
| sleep                                               | Кашњење за одређени временски период                                                    |
| stat                                                | Враћа податке о инкоду                                                                  |
| stdbuf                                              | Контролише баферовање за команде које користе стдио                                     |
| stty                                                | Измене и штампа подешавања терминала линије                                             |
| tee                                                 | Шаље излаз више датотека                                                                |
| test                                                | Процењује израз                                                                         |
| timeout                                             | Покрећe команду са временским ограничењем                                               |
| true                                                | Не ради ништа, али успешно излази                                                       |
| tty                                                 | Штампа име терминала                                                                    |
| uname                                               | Штампа информације о систему                                                            |
| unlink                                              | Уклања наведену датотеку помоћу функције unlink                                         |
| uptime                                              | Показује колико систем дуго ради                                                        |
| users                                               | Штампа име корисника за тренутно улогованог корисника                                   |
| who                                                 | Штампа листутренутно свих улогованих корисника                                          |
| whoami                                              | Штампа ефикасно јузерид                                                                 |
| yes                                                 | Штампа у низ наврата                                                                    |
| Остали алати                                        |                                                                                         |
| [                                                   | Синоним за тест; овај програм омогућава изразе попут [ изражавања ].                    |
| Системски алати                                     |                                                                                         |